# Madona de Loreto (Rafael)
A Madona de Loreto é uma obra do pintor italiano da Alta Renascença Rafael finalizada por volta de 1511. A obra está no Museu Condé de Chantilly, França.
Durante séculos, a pintura acompanhou o Retrato do Papa Júlio II, também de Rafael, primeiro em Santa Maria del Popolo, depois em coleções particulares e por um tempo sua localização ficou desconhecida. Sua propriedade, ou proveniência, tem sido difícil de desvendar devido ao número de cópias de ambas as pinturas, à cadeia de propriedade pouco clara, à desinformação e ao atraso na publicação de informações vitais. 
Por exemplo, essa pintura recebeu seu nome de uma cópia na Basílica della Santa Casa em Loreto, que antes pensava-se ser a original. Agora é certo que a pintura em Loreto é uma cópia e, portanto, o nome da pintura original é impróprio. 
Mesmo assim, a bem copiada pintura da basílica tem sido amada e aclamada pela crítica há séculos. 

## Descrição

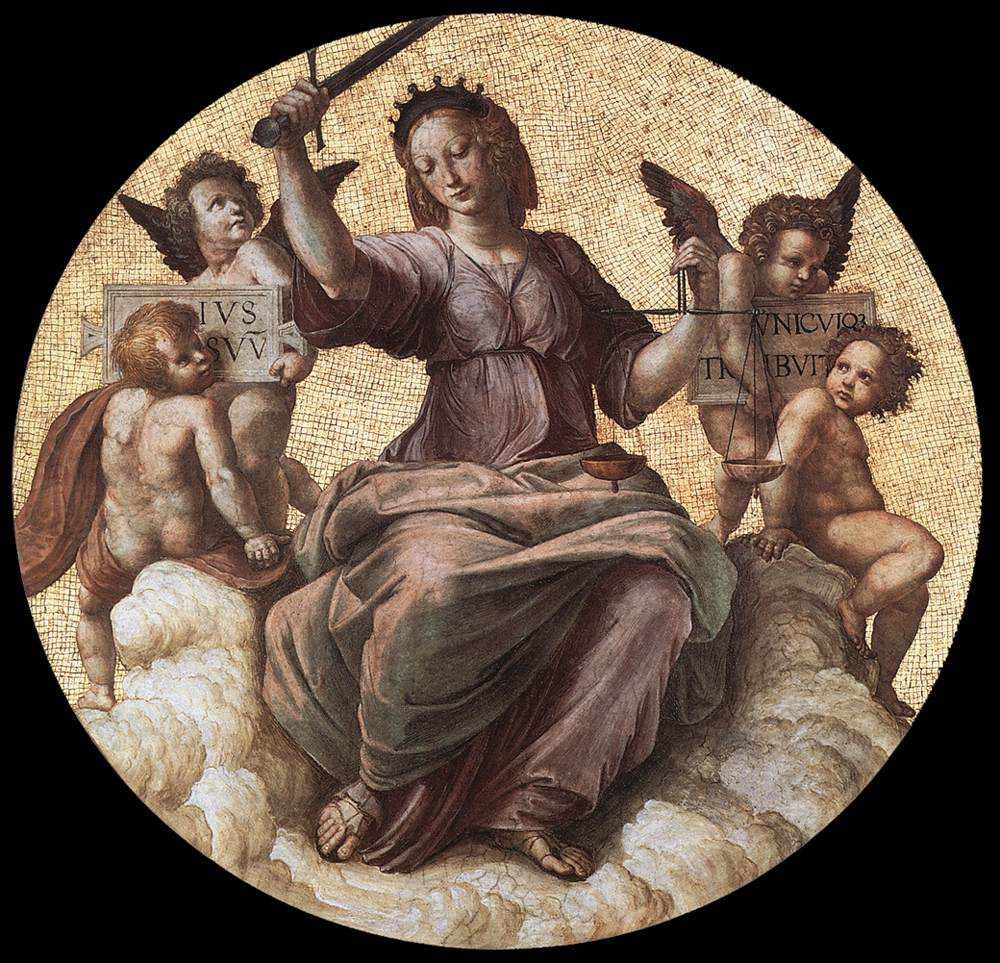
Justiça, Stanza della Segnatura, Salas de Rafael, Palácio do Vaticano, semelhantes em trajes, moldura e ângulo da cabeça à Madona de Loreto

A pintura é afetuosa e íntima. A Criança, recém acordada, brinca com o véu da Madona, com um melancólico São José, olhando a cena relativamente obscurecido.
O uso do véu nas pinturas renascentistas, das Meditações sobre a Vida de Cristo, simboliza a maneira pela qual a Madona envolveu o Menino com o véu da sua cabeça na Natividade e, profeticamente, novamente na Crucificação.
A natureza melancólica de São José nesta imagem pode sinalizar sua propensão à profecia e os eventos futuros da Criança. A figura de São José nessa pintura parece ser uma ideia posterior, raios-x da obra mostram que ele foi pintado sobre uma janela anteriormente acima do ombro da Madona. Além disso, a mudança na posição do pé direito da criança foi revelada pelo raio-x. Essas mudanças estão alinhadas com os desenhos preliminares de Rafael para a pintura.
O vestido, a moldura e o ângulo da cabeça de Madona são uma reminiscência da Justiça na Stanza della Segnatura que foi pintada na mesma época  desta pintura. É também uma reminiscência da Madona do Diadema Azul. 

## Nomes
A história da pintura é difícil de rastrear por vários motivos, sendo um deles os vários nomes da pintura, que contam a história, ou a história conhecida, da pintura original de Rafael. Este trabalho é uma das obras mais copiadas do artista com mais de cem cópias conhecidas. 
- Durante o tempo em Santa Maria del Popolo, era conhecida como Madonna del Popolo,[9][10] ou descrita como a Sagrada Família.[2]
- Às vezes é chamada Madonna del Velo ou Madona do Véu[1] mas não de forma consistente, e esses nomes também foram usados para a pintura semelhante, a Madona do Diadema Azul.[4]
- É mais frequentemente chamada de Madona de Loreto ou Madonna di Loreto,[3][5][6][7][11][12] mas esse nome é incorreto porque a pintura original não estava em Loreto.
- Em Chantilly, a pintura se chama em francês La Madona de Lorette. [8]

## Proveniência
A proveniência desta pintura é construída com base em documentos, análise da pintura e esboços preliminares. Durante séculos, a pintura foi co-localizada com o Retrato do Papa Júlio II, primeiro em Santa Maria del Popolo, depois em coleções particulares e por um tempo sua localização ficou desconhecida. Acredita-se agora que a pintura original de Rafael seja a versão no Musée Condé em Chantilly, França. 

### Santa Maria del Popolo

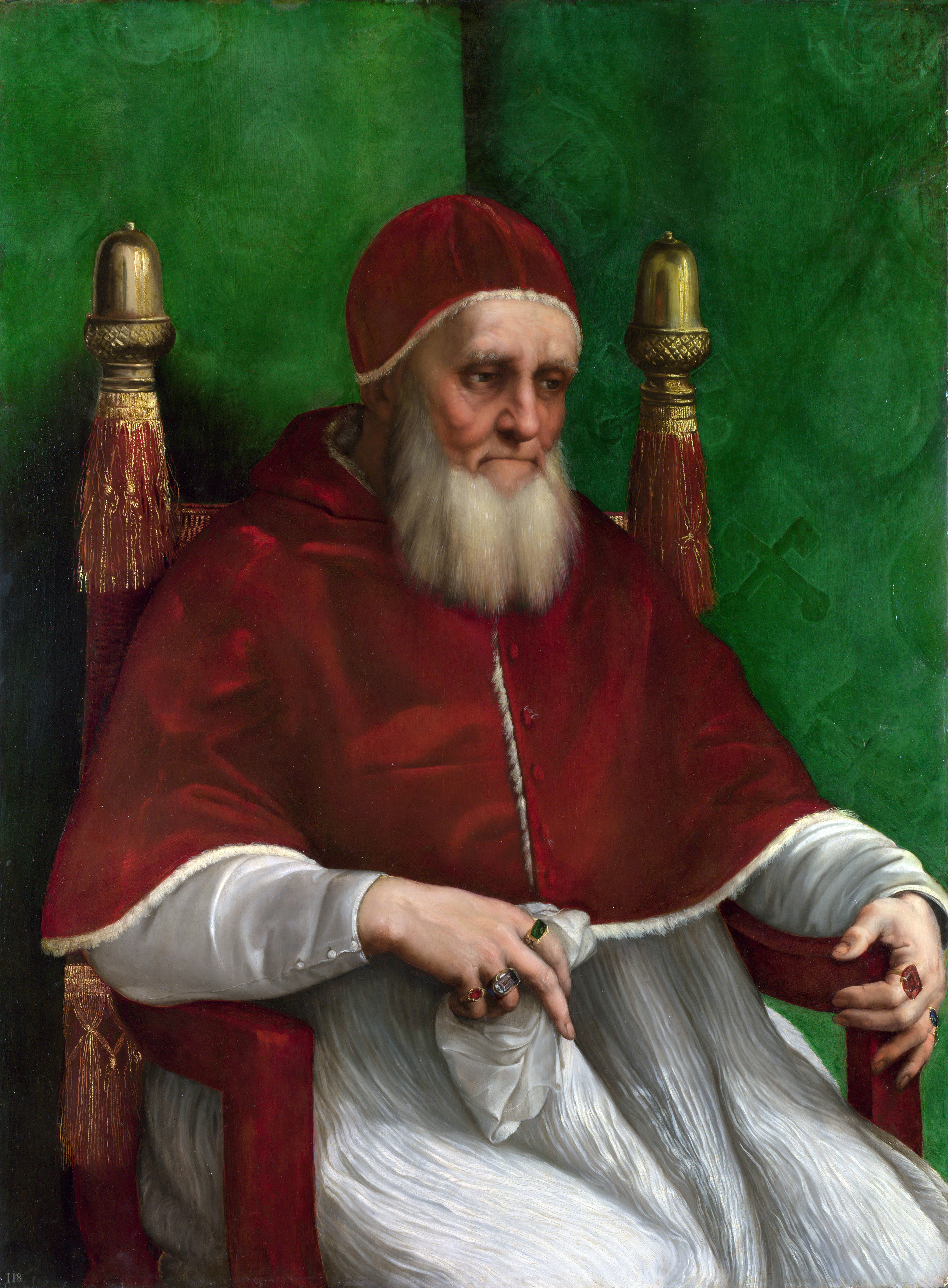
Retrato do Papa Júlio II, ficou junto com a Madonna de Loreto por séculos.

Júlio II encomendou a Rafael a Madona do Véu e o seu Retrato, e os dois trabalhos foram levadas à Santa Maria del Popolo, no portão de entrada de Roma. Durante esse período, a pintura também era conhecida como Madonna del Popolo ou descrita como A Sagrada Família.
Uma variedade de artistas renascentistas foi trazida para decorar a igreja de Santa Maria del Popolo e suas capelas em Roma, começando com Rafael.  Ambas as pinturas, Júlio II e a Madona eram penduradas em pilares durante os dias de festa  ou dias sagrados importantes. 
As duas pinturas parecem que foram feitas para complementar uma à outra. Quase do mesmo tamanho, ambas também têm uma forte orientação vertical. As personagens estão olhando para baixo e dão uma sensação contemplativa. O posicionamento e a iluminação dentro das pinturas parecem indicar que elas foram feitas para cada flanco de um altar na capela abobadada. Embora as obras tenham permanecido juntas por um tempo, mesmo após mudanças de propriedades, a pintura de Júlio II agora está localizada na Galeria Nacional de Londres.
Como indicação da apreciação pela pintura, Júlio encomendou outra Madona, a Madona Sistina, no último ano de sua vida, onde sua adoração é mostrada pelo Papa ajoelhado aos pés da Virgem.
Existem muitas suposições sobre as circunstâncias que cercam a pintura da Madona depois de Popolo, em parte porque havia muitas cópias da obra e em parte devido a atrasos na publicação de documentos vitais.

### Cardeal Sfondrati

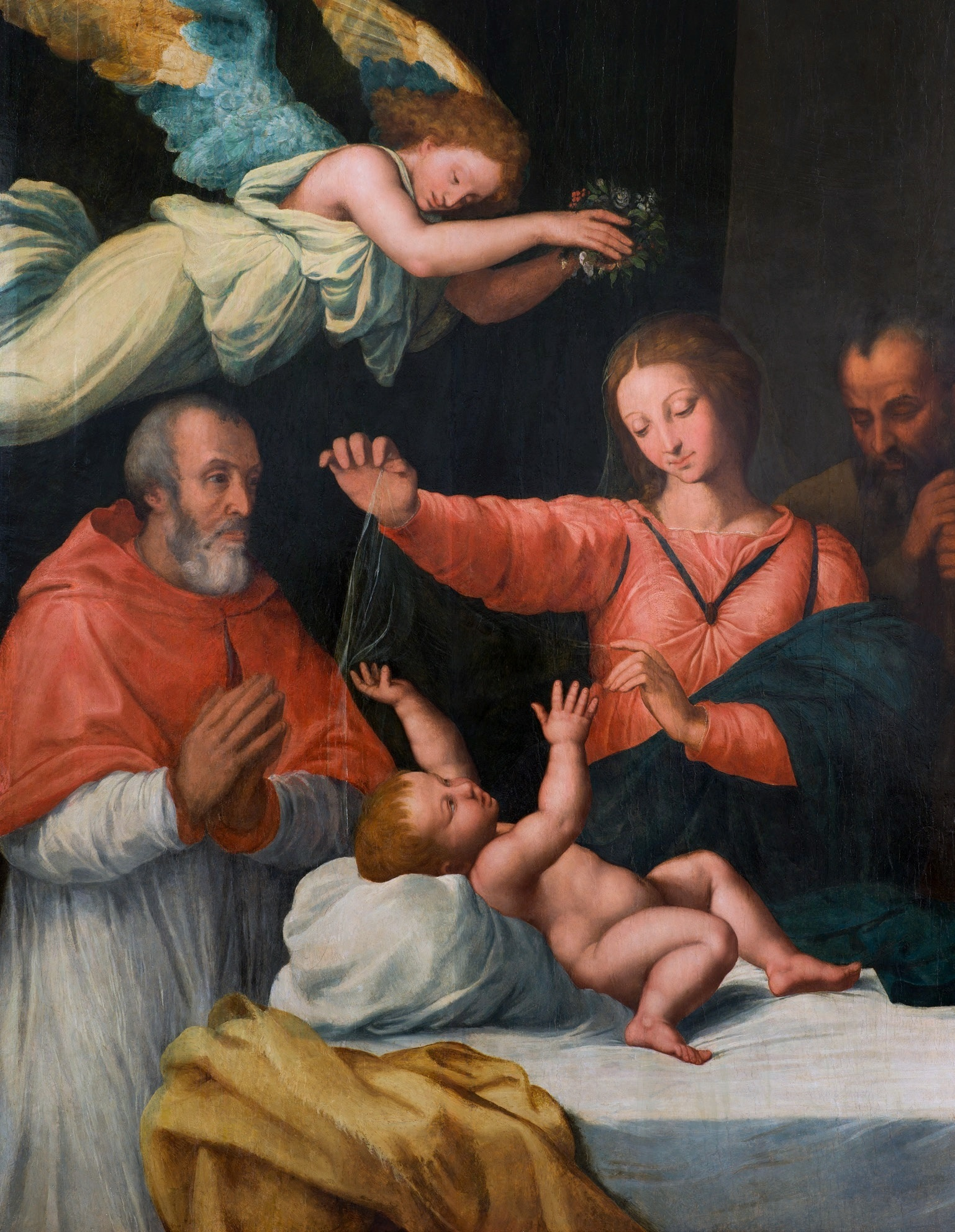
Madonna del Velo com o cardeal Paolo Emilio Sfondrati, c. 1591 (Palácio Wilanów em Varsóvia).

Em 1591, o Retrato de Júlio II e o que mais tarde seria chamada de Madona de Loreto foram removidos da igreja por Paolo Camillo Sfondrati, mais tarde cardeal Sfondrati, e sobrinho do papa Gregório XIV. Em 1608, ele vendeu as pinturas para o cardeal Scipione Borghese. 

### Coleção Borghese
As pinturas, compradas em 1608,  ainda estavam registradas como parte da coleção Borghese em 1693.

### Musée Condé em Chantilly, França
A pintura agora localizada em Chantilly, França, que pensava-se estar perdida desde a época da Revolução Francesa (1789-1799), é considerada como a obra original.
Em outubro de 1979, o Musée Condé realizou uma exposição intitulada La Madona de Lorette para apresentar e documentar a versão recém restaurada do trabalho, que é considerada agora a pintura original de Rafael. A exposição foi realizada a pedido do Institut de France, administradora do Musée Condé e organizada pelo Museu do Louvre.
Até 1979, a pintura no Museu Condé havia sido atribuída a Gianfrancesco Penni. 
Chegou-se à conclusão que esta é a obra original de Rafael por várias razões. Primeiro, a qualidade do trabalho é extremamente alto, representando um "admirável equilíbrio de motivos e uma sutil mistura de força e graça" dos "melhores trabalhos de Rafael". Segundo, a pintura revelou por meio de radiografias que São José foi pintado depois da conclusão da Virgem e a Criança. Com base em desenhos ou esboços preparatórios do artista, a mudança só poderia ter sido executada por Rafael e, portanto, é descartada a ideia de ser uma cópia.

## Gravuras ou litografias
Michaeli Grecchi Lucchese, um gravador do século XVI, produziu uma impressão da Madonna di Loreto em 1553.
No Salão de 1814, Joseph Théodore Ricomme (nascido em 1785), um notável gravador de grandes pinturas como as Madonas de Rafael, recebeu uma medalha por uma exibição sem precedentes de impressões, principalmente pela gravura moderna de qualidade suprema da Madonna de Loreto e Adão e Eva de Rafael.
No livro Palmetto Leaves, da abolicionista Harriet Beecher Stowe (1873), uma obra de memórias e guia de viagem da Flórida nos dias que se seguiram ao final da Guerra Civil Americana, ela relata os comentários de uma mulher chamada Minnah ao ver a litografia da Madona do Véu de Rafael: 

Ó bom Senhor! Se lá não está o Bom Homem quando ele era um bebê. Quão inofensivo ele está lá! Tão inocente! E aqui estamos nós, pecadores maus, dando as costas para ele e indo para o Velho Menino. Oh Senhor, Oh Senhor! Devemos ser melhores do que somos: certamente devemos.